# ستون آب

ستون آب دریای عمیق

ستون آب (اقیانوسی) (به انگلیسی: Water column) مفهومی است که در اقیانوس‌شناسی برای توصیف ویژگی‌های فیزیکی (دما، شوری، نفوذ نور) و شیمیایی (پی‌اچ، اکسیژن محلول، نمک‌های مغذی) آب دریا در اعماق مختلف برای یک نقطه جغرافیایی تعریف‌شده استفاده می‌شود. به‌طور کلی، پروفیل‌های عمودی از دما، شوری، پارامترهای شیمیایی در یک نقطه مشخص در طول ستون آب ساخته می‌شوند. ستون آب بزرگ‌ترین و در عین حال یکی از کمتر کاوش‌شده‌ترین زیستگاه‌های روی کره زمین است. برای درک بهتر اقیانوس به عنوان یک کل، از جمله زیست‌توده عظیمی که در آنجا زندگی می‌کند و اهمیت آن برای کربن جهانی و دیگر چرخه‌های بیوژئوشیمیایی، کاوش شده‌است. مطالعه ستون آب همچنین درک ارتباط بین جانداران زنده و پارامترهای محیطی، گردش آب در مقیاس بزرگ و انتقال ماده بین توده‌های آب را فراهم می‌کند.
ستون‌های آب عمدتاً برای مطالعات زیست‌محیطی برای ارزیابی لایه‌بندی یا آمیختگی لایه‌های لایه‌بندی حرارتی یا شیمیایی در یک دریاچه، نهر یا اقیانوس استفاده می‌شوند. برخی از پارامترهای رایج مورد تجزیه و تحلیل در ستون آب عبارتند از پی‌اچ، کدورت، دما، فشار هیدرواستاتیک، شوری، کل مواد جامد محلول، آفت‌کش‌های مختلف، بیماری‌زاها و طیف گسترده‌ای از مواد شیمیایی و موجودات زنده.
به‌طور توصیفی، ستون آب عمیق دریا به پنج بخش تقسیم می‌شود - مناطق لجه‌ای دریایی (از یونانی πέλαγος (pélagos)، 'دریای باز') - از سطح تا زیر کف.

## مناطق پلاژیک
- اپی‌پلاژیک
- مزوپلژیک
- باتیپلاژیک
- ابیسوپلاژیک
- هادوپلاژیک